# アギス4世

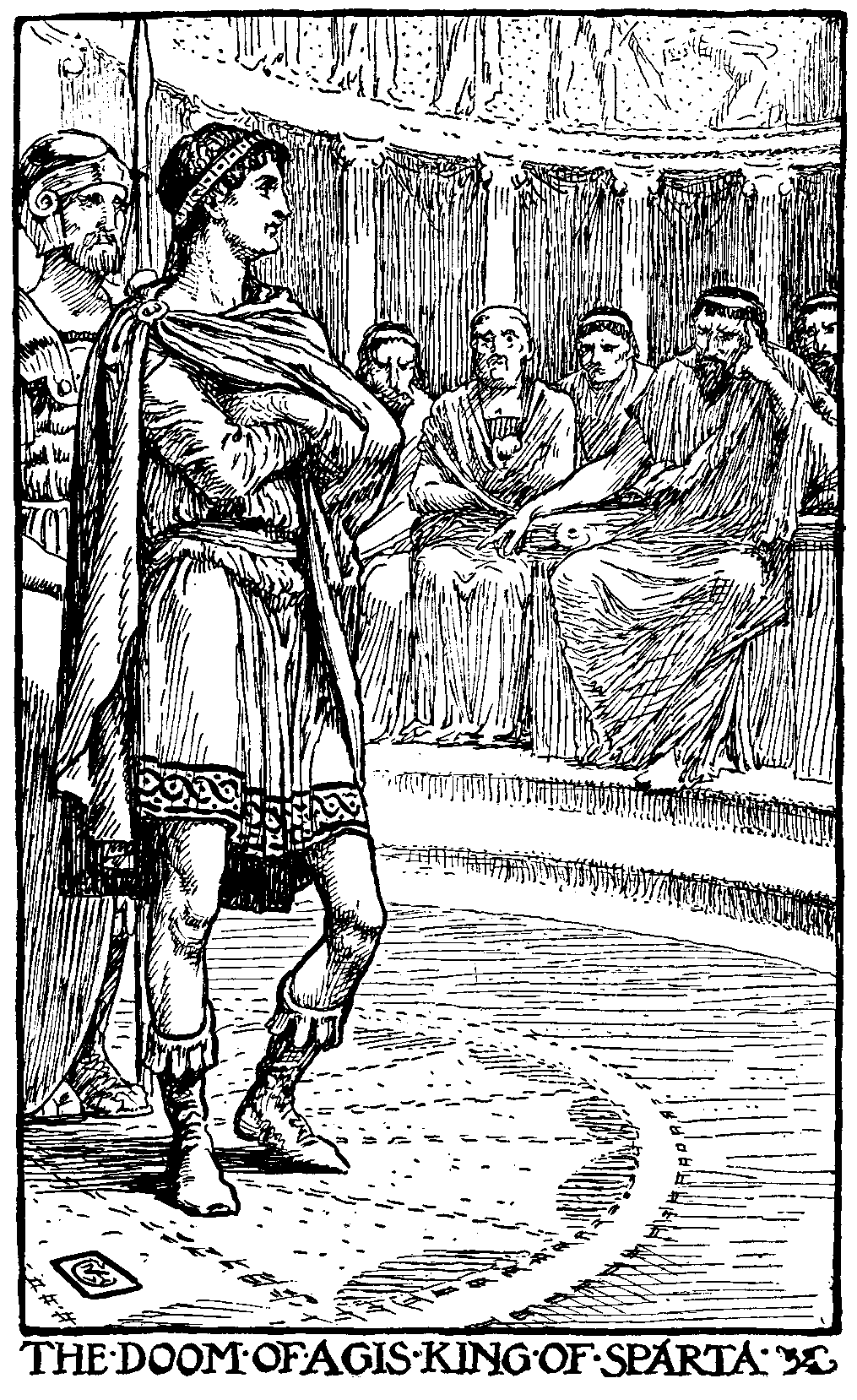
アギス4世

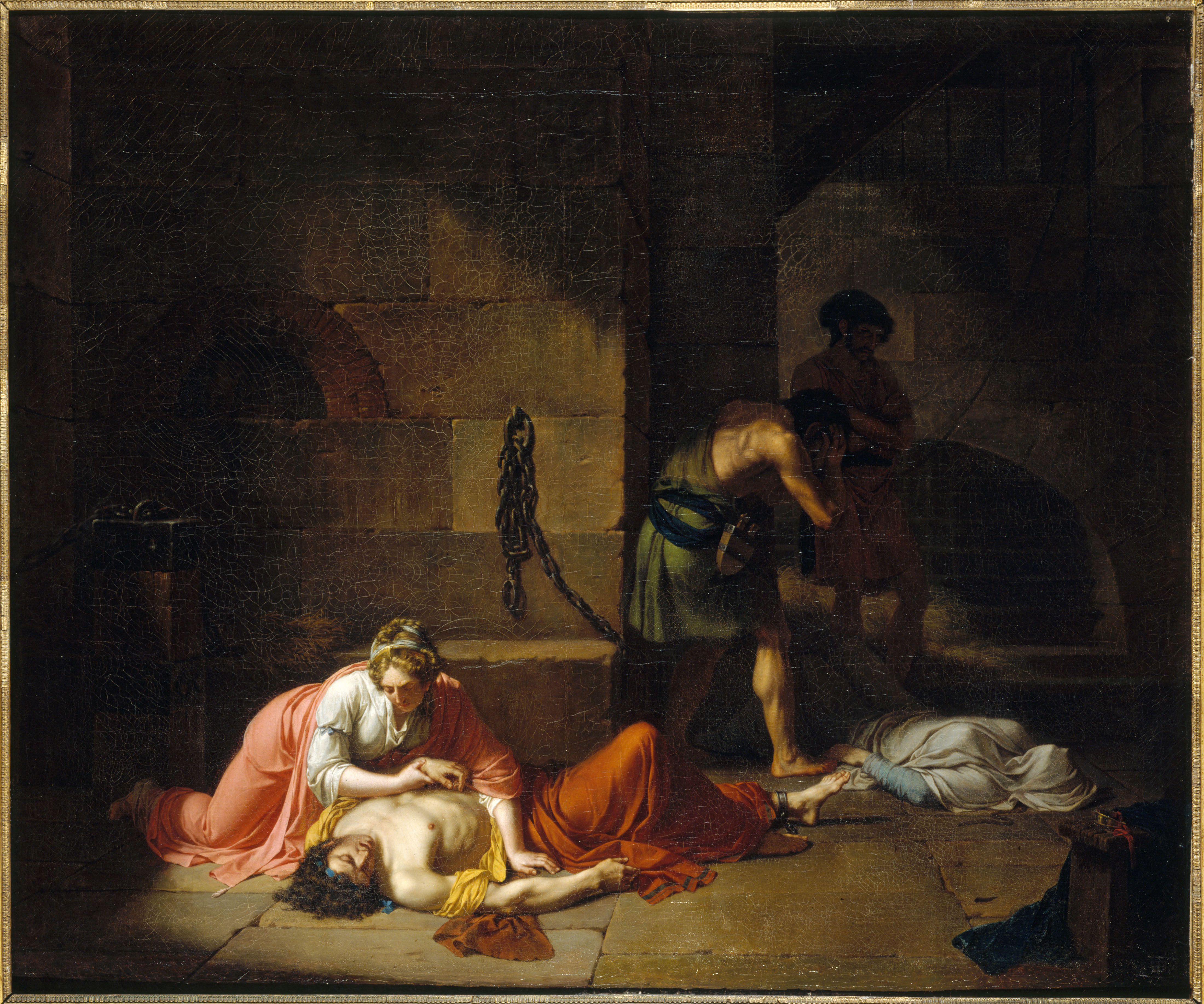
ニコラ＝アンドレ・モンシアが描いたアギス4世。パリ市立プティ・パレ美術館所蔵。

アギス4世（古希: Ἄγις, 英: Agis IV, 紀元前265年 - 紀元前241年）は、スパルタ末期の人物で、エウリュポン朝第25代スパルタ王である。

## 略伝
エウリュポン家の出身で、紀元前244年に即位。スパルタは本来、ふたつの王家と長老会が政権を運営していたが、当時は一部貴族の手によって政権が運営され、貴族層は奢侈に流れ、国民は貧窮に喘いでいた。アギスは、初期のリュクルゴスの制度を目指し、債務免除を実施。しかし、土地の再分配が遅れたので、市民の反感を招く。紀元前241年、レオニダス2世のクーデターによって処刑される。